# .sy
.sy es el dominio de nivel superior geográfico (ccTLD) para Siria.